# Вольный университет
«Вольный университет» в Санкт-Петербурге — название платных публичных лекций, читавшихся в январе — марте 1862 года в помещениях Городской Думы и в актовом зале Петришуле после закрытия Петербургского университета в связи со студенческими волнениями осени 1861 года.
Лекции по математике, физике, астрономии проходили в зданиях Академии Наук и Морского Корпуса. «Вольный Университет» был организован студенческим комитетом при поддержке профессоров Петербургского университета. Читали лекции (безвозмездно) А. Н. Бекетов, Н. И. Костомаров, Д. И. Менделеев, П. В. Павлов, И. М. Сеченов, В. Д. Спасович, М. М. Стасюлевич, А. С. Фаминцын, Н. Н. Соколов и др.
Хотя «Вольный Университет» находился под постоянным надзором 3-го отделения Жандармского управления, Министерства народного просвещения, Министерства внутренних дел, на лекции собирались до 1-2 тысяч слушателей.
После высылки из столицы профессора П. В. Павлова, в лекции которого власти усмотрели критику самодержавия, среди организаторов произошел раскол, что привело к закрытию «Вольного Университета».